# Chasing Pavements
"Chasing Pavements" é uma canção da artista musical inglesa Adele, lançada como o segundo single de seu primeiro álbum de estúdio, 19 (2008). Em 2009, "Chasing Pavements" ganhou o Grammy Award de Melhor Performance Pop Vocal Feminina e foi nomeado para os Grammys de Gravação do Ano e Canção do Ano.
Chasing Pavements foi o 27º single mais vendido de 2008 no Reino Unido, com mais de 290.000 cópias vendidas. A canção também fez sucesso na série de TV britânica Hollyoaks.

## Antecedentes e composição
A música foi inspirada por um incidente que Adele teve com um ex-namorado de seis meses. Depois de saber que ele a traiu, ela foi até o bar onde ele estava e lhe deu um soco no rosto. Depois de ser expulsa, Adele desceu a rua sozinha e pensou: "O que você está perseguindo? Você está perseguindo um asfalto vazio". Ela cantou e gravou em seu celular e organizou os acordes quando chegou em casa. "Chasing Pavements" é escrito na nota C menor.

## Vídeo musical

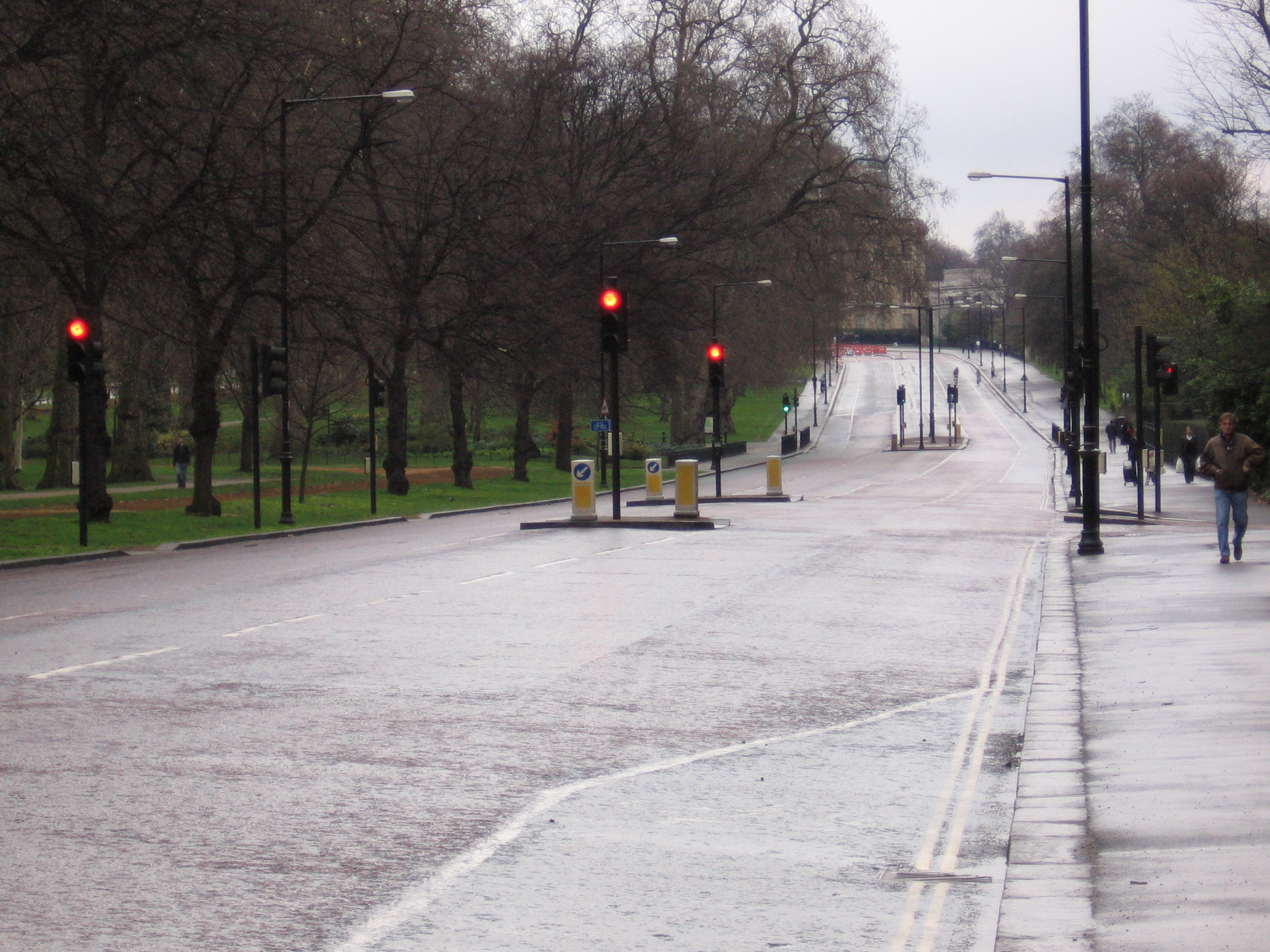
Hyde Park, Londres, onde o incidente aconteceu.

O videoclipe da música está centralizado em um acidente de carro (um Peugeot 505 branco) ocorrendo no Hyde Park, em Londres.
O videoclipe foi dirigido por Mathew Cullen e, embora ambientado em Londres, o vídeo foi filmado em Los Angeles. Ele apresenta dois pontos de vista: um do mundo real, em que os ocupantes do carro estão deitados imóveis na calçada após o acidente, e o outro (durante os refrões) em que a câmera mostra-os de cima. Adele é vista na primeira cena, dentro de um carro com um homem. Ela canta antes de sair do carro e anda por um grupo de pessoas que estão correndo em direção as vítimas do acidente. Então, ela está ao lado de uma árvore e continua a cantar até o fim onde as vítimas são levadas por macas em direções diferentes, por equipes de ambulâncias. Adele não é uma das vítimas do acidente de carro.
No segundo ponto de vista, o casal "vem à vida" e se movem como se de pé. O casal parece renovar sua relação, a partir de seu primeiro encontro, quando a mulher deixou cair o lenço e o homem entregou-o de volta para ela. Por um tempo, eles parecem felizes juntos, mas é de curta duração. O homem descobre que a mulher tinha um outro amante. Ela escreve algo em um pedaço de papel e, quando o homem lê-lo, ele fica furioso, mas ele a perdoa e eles começam a reacender a paixão que tinham antes do acidente. Quando Adele canta o refrão para o tempo final, o casal dança na calçada rodeado pelos espectadores, que agora também dançam. O homem e a mulher dançam graciosamente e intimamente, mas, apesar de toda a alegria, eles ainda são apenas dois corpos deitados imóveis na calçada. Na última cena o casal é separado e cada um levado em macas por equipes de ambulâncias em direções diferentes.
O videoclipe da música recebeu uma indicação ao MTV Video Music Award de 2008 de "Melhor Coreografia". Em 20 de dezembro de 2008, o vídeo foi classificado #26 no "VH1 Top 40" de 2008.

## Recepção

### Elogios
"Chasing Pavements" recebeu três indicações no 51º Grammy Awards. A faixa recebeu indicações nas categorias de Canção do Ano, Gravação do Ano e Melhor Performance Pop Vocal Feminina. Ela ganhou o prêmio de Melhor Performance Pop Vocal mas perdeu para o Coldplay com a canção "Viva la Vida" na categoria Canção do Ano.

### Controvérsia
De acordo com o Daily Mail, o single foi banido de várias estações de rádio dos Estados Unidos por causa do significado percebido das palavras "perseguindo calçadas", referindo-se à cantora perseguindo homens gays. Diz-se que a fonte do significado percebido vem de uma entrada submetida ao Urban Dictionary, embora não haja evidência de que o título tenha tido esse significado.

## Faixas
UK – CD e 7" vinyl
1. "Chasing Pavements" (Adele, Eg White) – 3:31
2. "That's It, I Quit, I'm Movin' On" (live) (Sam Cooke) – 2:12

## Histórico de lançamento
| Região/País | Data                  |
| ----------- | --------------------- |
| Europa      | 11 de Janeiro de 2008 |
| Reino Unido | 14 de Janeiro de 2008 |